# 卢卡斯·克拉普费尔
卢卡斯·克拉普费尔（德語：Lukas Klapfer，1985年12月25日—），奥地利男子北欧两项运动员。他曾代表奥地利参加2014年和2018年冬季奥林匹克运动会北欧两项比赛，共获得三枚铜牌。